# Nicholson River (Lake King)
Der Nicholson River ist ein Fluss im Osten von Gippsland im australischen Bundesstaat Victoria.

## Geographie
Sein Einzugsgebiet liegt zwischen denen des Mitchell River und des Tambo River. Der Fluss ist 72,5 km lang.
Die Quelle liegt in der Angora Range, auf der Westseite des Mount Baidhead in den Vorbergen der australischen Alpen westlich Ensay. Er fließt in südöstlicher Richtung durch die Kleinstadt Nicholson und mündet in den Lake King, einen der Gippsland-Seen.

## Siehe auch

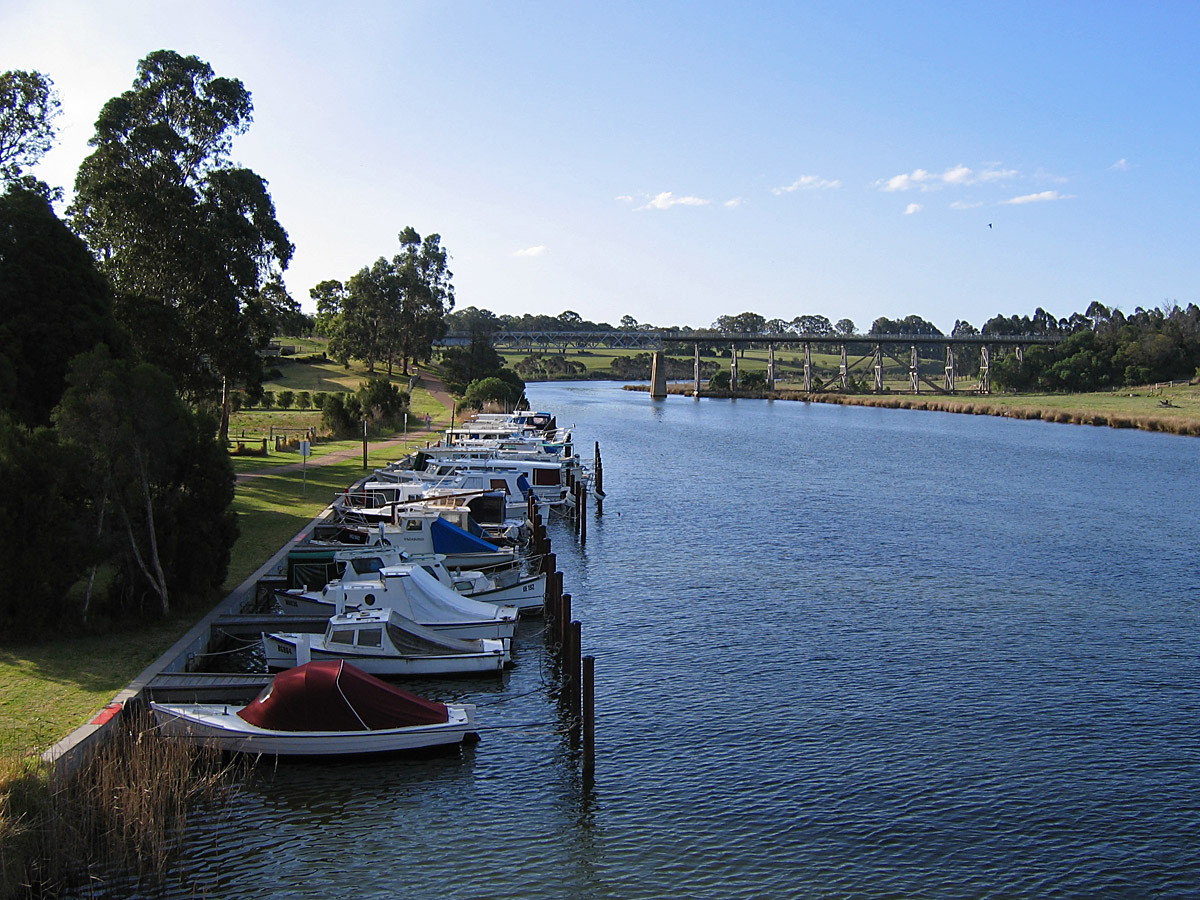
Blick nach Norden auf die Bockbrücke der East-Gippsland-Eisenbahnlinie über den Nicholson River